# Idiasta megastigma
Idiasta megastigma är en stekelart som beskrevs av Vladimir Ivanovich Tobias 1999. Idiasta megastigma ingår i släktet Idiasta och familjen bracksteklar. Inga underarter finns listade i Catalogue of Life.